# 水崎博明
水崎 博明（みずさき ひろあき、1939年6月16日 - 2017年12月5日）は、日本のギリシャ哲学者、福岡大学名誉教授。
福岡県福岡市生まれ。福岡県立修猷館高等学校卒、1966年九州大学大学院文学研究科西洋哲学史専攻修了。1992年「哲学・その古代的なるもの プラトンとアリストテレスの若干の著作に関する一つの釈義的研究」で文学博士。第一薬科大学助教授、福岡大学人文学部助教授、教授、2010年定年、名誉教授となる。定年後十年かけてプラトンの著作のうちソクラテスの登場するものを個人で訳した。

## 著書
- 『哲学・その古代的なるもの プラトンとアリストテレスの若干の著作に関する一つの釈義的研究』九州大学出版会 1994
- 『アリストテレス『ペリ・ヘルメーネイアース』訳註』創言社 1996
- 『文化学方法論 基礎論篇』創言社 2000

### 翻訳
- 『プラトーン著作集 第1巻 第1分冊・ソークラテースの弁明』櫂歌書房 2011
- 『プラトーン著作集 第1巻 第2分冊・パイドン 魂について ソークラテースの四福音書』櫂歌書房 2011
- 『プラトーン著作集. 第1巻 第3分冊・饗宴 恋について ソークラテースの四福音書』櫂歌書房 2011
- 『プラトーン著作集 第2巻 第1分冊・エウテュプローン』櫂歌書房 2011
- 『プラトーン著作集 第2巻 第2分冊・ラケース リュシス』櫂歌書房 2011
- 『プラトーン著作集 第3巻[第2分冊] (プラトーンと言論 第2分冊 (パイドロス))』櫂歌書房 2012
- 『プラトーン著作集 第3巻 第1分冊・恋がたきたち メネクセノス イオーン』櫂歌書房 2012
- 『プラトーン著作集 第3巻 (プラトーンと言論) 第3分冊 (ゴルギアース)』櫂歌書房 2012
- 『プラトーン著作集 第4巻[第1分冊] (「ある」ことと「知る」こと 第1分冊 (メノーン)』櫂歌書房 2013
- 『プラトーン著作集 第4巻[第2分冊] (「ある」ことと「知る」こと 第2分冊 (テアイテートス))』櫂歌書房 2013
- 『プラトーン著作集 第4巻[第3分冊] (「ある」ことと「知る」こと 第3分冊 (ソピステース))』櫂歌書房 2013
- 『プラトーン著作集 第4巻[第4分冊] (「ある」ことと「知る」こと 第4分冊 (ポリティコス))』櫂歌書房 2013
- 『プラトーン著作集 第5巻[第1分冊] (言葉とイデア 第1分冊 (クラテュロス))』櫂歌書房 2013
- 『プラトーン著作集 第5巻[第2分冊] (言葉とイデア 第2分冊 (ヒッピアース〈大〉))』櫂歌書房 2013
- 『プラトーン著作集 第5巻[第3分冊] (言葉とイデア 第3分冊 (パルメニデース))』櫂歌書房 2013
- 『プラトーン著作集 第10巻[第1分冊]書簡集・雑編 第1分冊 (エピノミス 書簡集)』櫂歌書房 2017
- 『プラトーン著作集 第10巻[第2分冊]書簡集・雑編 第2分冊 (雑編) 』櫂歌書房 2017
- 『プラトーン著作集. 第6巻[第1分冊]善・快楽・魂 第1分冊 (第一アルキビアデース ヒッパルコス 第二アルキビアデース) 』櫂歌書房 2017
- 『プラトーン著作集 第6巻[第2分冊]善・快楽・魂 第2分冊 (プロータゴラース) 』櫂歌書房 2017
- 『プラトーン著作集 第6巻[第3分冊]善・快楽・魂 第3分冊 (ピレーボス) 』櫂歌書房 2017
- 『プラトーン著作集 第7巻自然哲学 ティーマイオス クリティアース』櫂歌書房 2017

## 論文
- <水崎博明